# Nardodipace
Nardodipace est une commune de la province de Vibo Valentia en Calabre (Italie).

## Administration
La commune est autonome depuis 1901. Auparavant le territoire appartenait à Fabrizia. Il se développe du côté sud-est des "Serre" calabraises, vers la mer ionienne.
| Période                                  | Période  | Identité      | Étiquette    | Qualité |
| ---------------------------------------- | -------- | ------------- | ------------ | ------- |
| 29 mai 2007                              | En cours | Romano Loielo | Lista Civica |         |
| Les données manquantes sont à compléter. |          |               |              |         |

### Hameaux
Ragonà, Cassari, Santo Todaro

### Communes limitrophes
Caulonia, Fabrizia, Martone, Mongiana, Pazzano, Roccella Ionica, Stilo